# Dovers Peak
Der Dovers Peak ist ein 2030 m hoher Berg im ostantarktischen Mac-Robertson-Land. Er ragt im westlichen Teil der Stinear-Nunatakker auf.
Der australische Geodät und Kartograf Robert George Dovers (1921–1981), nach dem das Antarctic Names Committee of Australia (ANCA) den Berg benannte, sichtete ihn 1954 gemeinsam mit einer Mannschaft der Australian National Antarctic Research Expeditions.